# Fiskerbørnene fra Bretagne
Fiskerbørnene fra Bretagne er en amerikansk stumfilm fra 1917 af Roy William Neill.

## Medvirkende
- Enid Bennett som Eleanor Coutierre.
- Rowland V. Lee som Jacques.
- Margery Wilson som Marie Coutierre.
- Tod Burns som Pierre Bondel.
- John Gilbert som Jean Coutierre.